# Tipula snoqualmiensis
Tipula snoqualmiensis är en tvåvingeart som beskrevs av Alexander 1946. Tipula snoqualmiensis ingår i släktet Tipula och familjen storharkrankar. Inga underarter finns listade i Catalogue of Life.